# Чепелюк Микола Петрович
Микола Петрович Чепелюк (4 квітня 1957, с. Юхимівці, нині Хмельницький район — 6 березня 2018, м. Волочиськ) — український діяч культури, Заслужений працівник культури України (2004), лауреат обласної премії імені Петра Фараонова (1997).

## Біографія
Народився 4 квітня 1957 року в селі Юхимівці Чорноострівського (тепер — Хмельницького) району Хмельницької області.
У 1964–1974 роках навчався в Юхимовецькій восьмирічній та Ясненській середній школах. У 1974–1978 роках здобував освіту в Кам’янець-Подільському культурно-освітньому училищі (навчання перерване строковою службою в армії (1975–1977). Здобув вищу освіту в Київському інституті культури ім. О. Корнійчука (1980–1985).
Працював художнім керівником Юхимовецького сільського будинку культури (1980–1983), директором клубу «Юність» Каховського радгоспу-технікуму (1983–1987), директором Волочиського РБК «Гармонія» (1987–2001). У 2004 році очолив відділ культури і туризму Волочиської РДА, а з 2016 — начальник аналогічного відділу Волочиської міської ради.
Помер 6 березня 2018 року у Волочиську. Похований там же. Залишив дружину та двох доньок.

## Творчість
Брав активну участь у розвитку культури Волочищини. Був учасником і керівником багатьох мистецьких колективів: «Подільське намисто», «Мелос», «Збручани», «Народні музики» ЦКД «Гармонія» та ін.
Ініціював і організував низку проєктів:
- «Стріли Амура»;
- «Міс Волочиська»;
- «Гладіаторський ринг»;
- «Кохання з першого погляду»;
- «Молодість Надзбруччя»;
- обласне свято духовної музики «Дзвони душі людської»;
- фестиваль колядок і щедрівок «Де святиться-веселиться Йорданівська водиця»;
- святкування Дня міста, Дня Незалежності України.

Нагороджений дипломом обласної акції «Людина року — 2000» та відзнакою «Подільський Оскар — 2000».

## Праці
- Чепелюк М. Хай пісня життя звеселяє // Зоря. – 2012. – 25 трав.
- Чепелюк М., Єрменчук О. Районна естафета культури // Зоря. – 2011. – 8 лип.
- Чепелюк М. На фестивалі мистецтв «Пісні великої Волині» // Зоря. – 2011. – 26 серп. – С.8.
- Чепелюк М. Ентузіазм плюс творчість // Зоря. – 2005. – 23 берез.